# Museo de Arte Moderno y Contemporáneo de Santander y Cantabria
Das Museo de Arte Moderno y Contemporáneo de Santander y Cantabria (MAS) ist ein Kunstmuseum in Santander, Spanien. Das Museum ist heute auf moderne und zeitgenössische Kunst ausgerichtet.

## Geschichte
Das Museum wurde in Räumen des städtischen Rathauses und als Teil der städtischen Bibliothek im Jahr 1907 unter dem Namen Biblioteca y Museo Municipales gegründet und am 6. Februar 1908 für das Publikum eröffnet. Zu der Zeit umfasste die Sammlung neben Gemälden und Skulpturen auch archäologische Fundobjekte, naturgeschichtliche und völkerkundliche Objekte.
1923 ließ die Stadt ein neues Gebäude für Bibliothek und Museum nach Entwürfen des spanischen Architekten Leonardo Rucabado (1875–1918) im historisierenden Stil errichten. Die Bibliothek zog 1941 in ein eigenes Gebäude um und das Museum bezog den gesamten bisherigen Bau. Gleichzeitig begann das Museum, die Sammlungspolitik zu ändern. Während die Gemälde und Skulpturen blieben, wurde der archäologische, naturkundliche und völkerkundliche Fundus auf andere Museen in Santander und der Region Kantabrien verteilt. Am 3. November 1947 wurde das Museum unter dem neuen Namen Museo Municipal de Pinturas (Städtisches Gemäldemuseum) wiedereröffnet. 1957 fand ein erneuter Namenswechsel zu Museo Municipal de Bellas Artes de Santander (Städtisches Museum der Schönen Künste von Santander) statt.
Ab 1978 wandte sich das Museum vermehrt jüngeren Künstlern und aus der Region Kantabrien zu, auch die Innenräume wurden renoviert und modernisiert. Mehr und mehr spezialisierte sich das Museum auf moderne und zeitgenössische Kunst und machte dies auch durch einen erneuten Namenswechsel 2011 zum heutigen Namen Museum de Arte Moderno y Contemporáneo de Santander y Cantabria (Museum für moderne und zeitgenössische Kunst von Santander und Kantabrien) deutlich.
Das Gebäude steht unter Denkmalschutz und ist im Denkmalregister Spaniens Bien de Interés Cultural unter der Referenz RI-51-0001399 eingetragen.

## Sammlungen
Das Museum beherbergt mit Stand 2017 1870 Werke aus den Gattungen Malerei, Bildhauerei, Fotografie, Druckgrafik und Installationskunst. Etwa 100 Werke entstammen spanischen, flemischen und italienischen Künstlern des 16., 17. und 18. Jahrhunderts. Der größere Teil beinhaltet Kunst des 19. bis 21. Jahrhunderts, dabei überwiegen spanische Künstler, etwa 150 Werke stammen von ausländischen Künstlern.

## Berühmte Werke
- La tauromaquia, Francisco Goya, 1816
- The Death of the Bull (La muerte de Toro), Umberto Pettinicchio, 130 × 97,4 cm, 1981[3]
- Grabados Suite Vollard, Pablo Picasso, 1931

## Publikationen
Das Museum veröffentlicht die Museumszeitschrift Trasdós und zahlreiche Kataloge zu den Ausstellungen.

## Aus der Sammlung
Ältere Gemälde

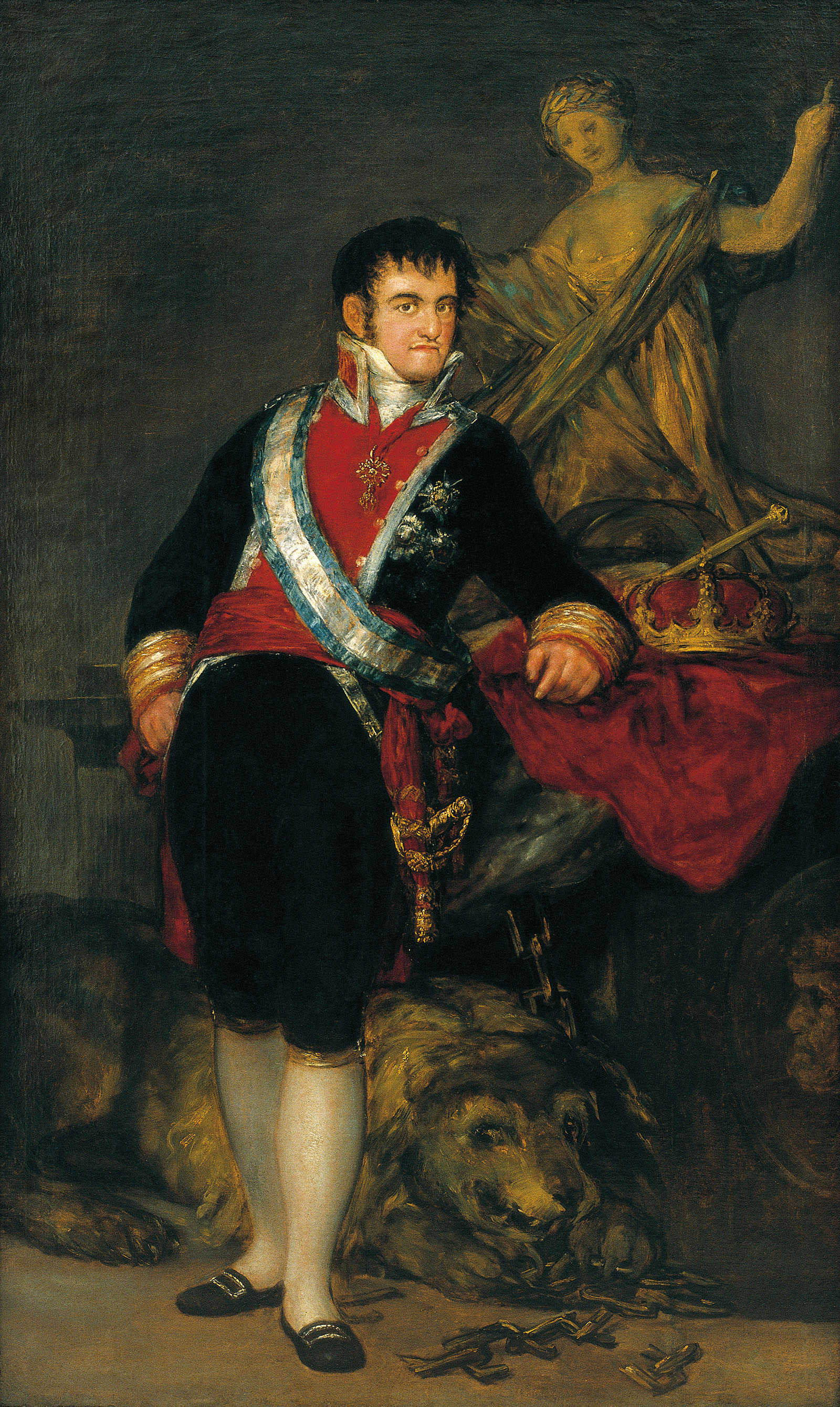
Bildnis Ferdinand VII. von Francisco de Goya, 1814, Öl auf Leinwand, 225 × 124 cm
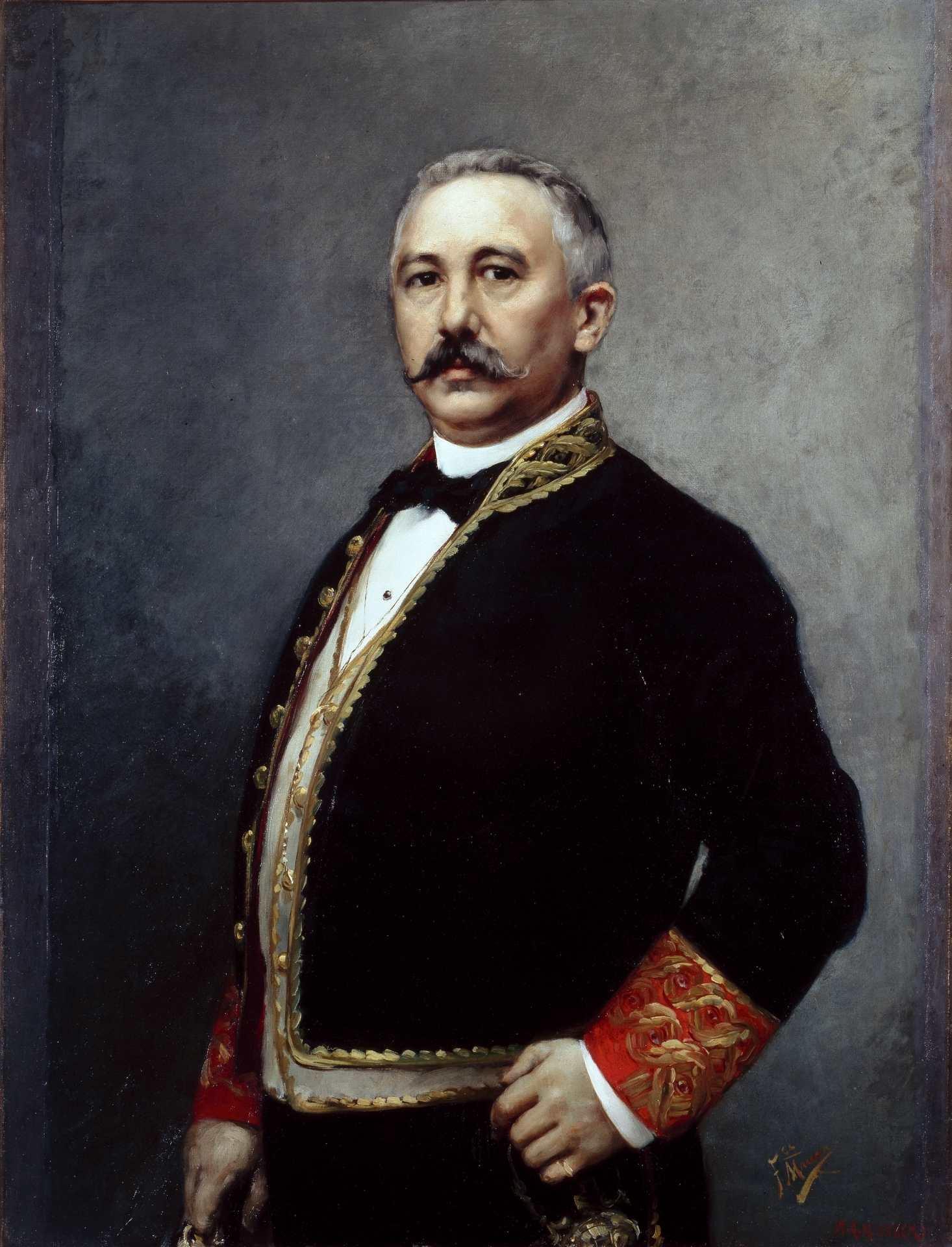
Germán Gamazo von Francisco Maura y Montaner, etwa 1888 bis 1890, Öl auf Leinwand, 114 × 86 cm
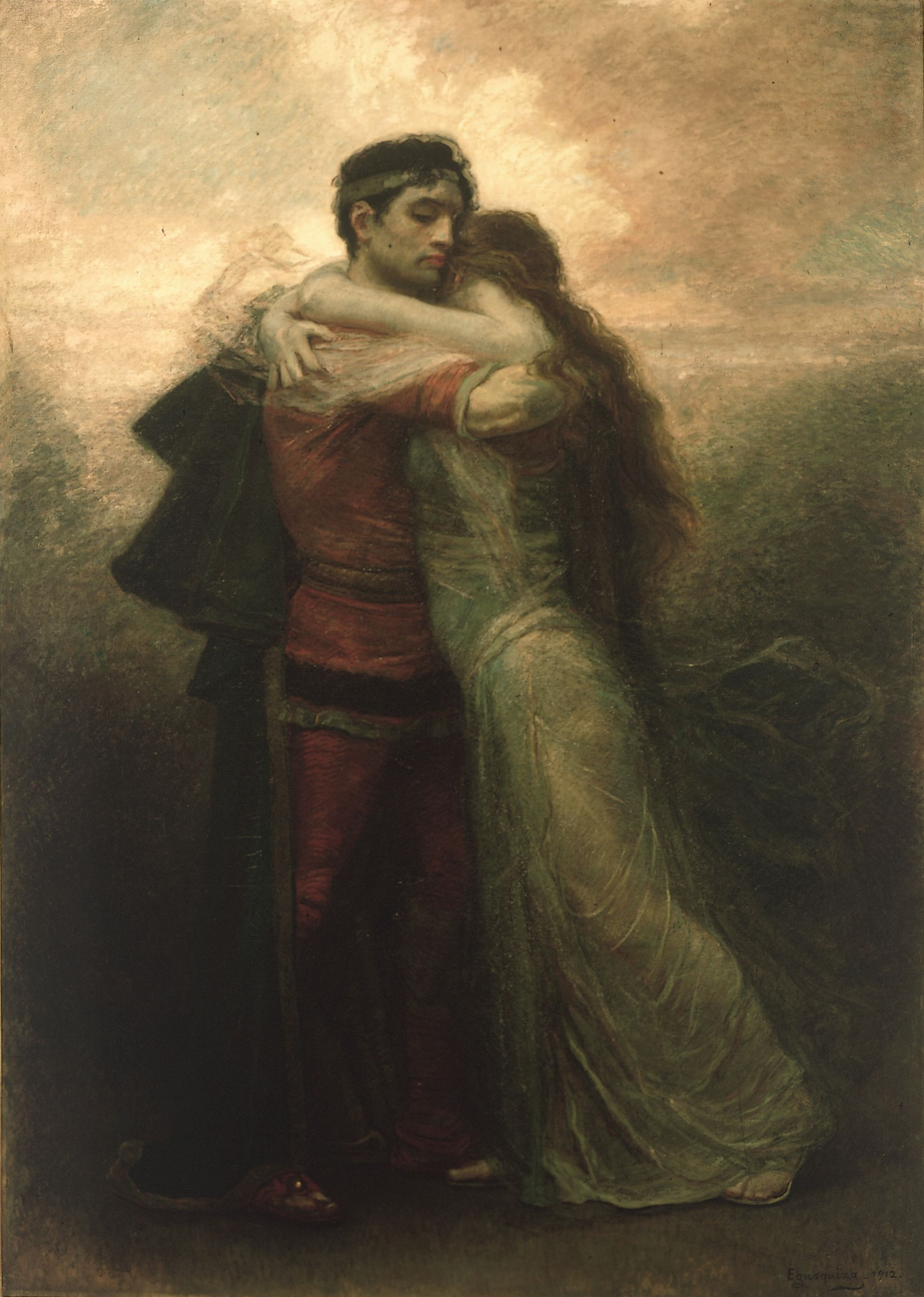
Tristán e Iseo (La vida) von Rogelio de Egusquiza, 1912, Öl auf Leinwand, 227 × 162 cm